# Liste der Bodendenkmäler in Sundern (Sauerland)
In der Liste der Bodendenkmäler in Sundern (Sauerland) sind alle Bodendenkmäler der Stadt Sundern im Hochsauerlandkreis in Nordrhein-Westfalen aufgeführt. Grundlage ist die Denkmalliste der Stadt Sundern, die (Stand: 26. September 2011) – einschließlich der Baudenkmäler – 188 Einträge umfasst.
| Bild          | Bezeichnung                                 | Lage                                                    | Beschreibung | Bauzeit | Eingetragen seit | Denkmal- nummer |
| ------------- | ------------------------------------------- | ------------------------------------------------------- | ------------ | ------- | ---------------- | --------------- |
|               | Grube Herrmann, Paulstollen                 | Allendorf, Allendorfer Straße                           |              |         |                  | 000009-02       |
|               | Grube Herrmann, Halde an der L619           | Allendorf, Allendorfer Straße                           |              |         |                  | 000009-03       |
|               | Grube Herrmann, Carlstollen                 | Allendorf, Allendorfer Straße                           |              |         |                  | 000009-04       |
|               |                                             | Allendorf (Kataster) Flur 13, Flurstück 32              |              |         |                  | 000011-02       |
|               | Grabhügel                                   | Allendorf (Kataster) Flur 13, Flurstück 38              |              |         |                  | 000012-02       |
|               | Grabhügel                                   | Allendorf (Kataster) Flur 6, Flurstück 20               |              |         |                  | 000013-02       |
|               |                                             | Allendorf (Kataster) Flur 14, Flurstück 42              |              |         |                  | 000017-02       |
|               | Landwehr bei Altenhellefeld                 | Altenhellefeld (Kataster) Flur 5, Flurstück 16          |              |         |                  | 000008-02       |
|               | Bleierzgrube Churfürst Ernst                | Endorf (Kataster) Flur 7, Flurstücke 60, 136, 137       |              |         |                  | 000004-02       |
|               | Bleierzgrube Churfürst Ernst                | Endorf (Kataster) Flur 7, Flurstücke 117, 149, 150      |              |         |                  | 000004-10       |
|               | Bleierzgrube Churfürst Ernst                | Endorf (Kataster) Flur 7, Flurstücke 133, 63, 60, 136   |              |         |                  | 000004-11       |
|               | Bleierzgrube Churfürst Ernst                | Endorf (Kataster) Flur 7, Flurstück 58                  |              |         |                  | 000004-12       |
|               | Rothloh-Stollen und Schächte                | Endorf (Kataster) Flur 14, Flurstücke 15, 19            |              |         |                  | 000007-02       |
|               | Rothloh-Stollen und Schächte                | Endorf (Kataster) Flur 14, Flurstücke 9, 8              |              |         |                  | 000007-03       |
|               | Rothloh-Stollen und Schächte                | Endorf (Kataster) Flur 14, Flurstücke 11, 14            |              |         |                  | 000007-02       |
|               | Landwehr Enkhausen                          | Enkhausen (Kataster) Flur 1, Flurstück 158              |              |         |                  | 000002-02       |
|               | Zwei Grabhügel                              | Enkhausen (Kataster) Flur 2, Flurstück 18               |              |         |                  | 000010-02       |
|               | Grabhügel                                   | Enkhausen (Kataster) Flur 2, Flurstück 735              |              |         |                  | 000016-02       |
|               | Landwehr Wildewiese                         | Hagen, Wildewiese, Flur 2, Flurstücke 84, 91            |              |         |                  | 000005-02       |
|               | Grabhügel                                   | Hövel (Kataster) Flur 3, Flurstück 21                   |              |         |                  | 000003-02       |
|               | Steinbruch, Fossilienfundplatz              | Hövel (Kataster) Flur 8, Flurstücke 22, 23              |              |         |                  | 000014-02       |
| Güllener Ring | Güllener Ring                               | Linnepe (Kataster) Flur 6, Flurstücke 11, 10            |              |         |                  | 000001-02       |
|               | Abschnittswall unterhalb des Güllener Rings | Linnepe (Kataster) Flur 6, Flurstück 11                 |              |         |                  | 000006-02       |
|               | Bleierzgrube Churfürst Ernst                | Stockum (Kataster) Flur 5, Flurstück 67                 |              |         |                  | 000004-03       |
|               | Bleierzgrube Churfürst Ernst                | Stockum (Kataster) Flur 5, Flurstück 67                 |              |         |                  | 000004-04       |
|               | Bleierzgrube Churfürst Ernst                | Stockum (Kataster) Flur 5, Flurstücke 73, 70, 69        |              |         |                  | 000004-05       |
|               | Bleierzgrube Churfürst Ernst                | Stockum (Kataster) Flur 5, Flurstücke 73, 189, 190, 192 |              |         |                  | 000004-06       |
|               | Bleierzgrube Churfürst Ernst                | Stockum (Kataster) Flur 5, Flurstück 189; Flur 6        |              |         |                  | 000004-07       |
|               | Bleierzgrube Churfürst Ernst                | Stockum (Kataster) Flur 5, Flurstücke 189, 189, 190     |              |         |                  | 000004-08       |
|               | Bleierzgrube Churfürst Ernst                | Stockum (Kataster) Flur 5, Flurstück 69                 |              |         |                  | 000004-09       |
|               | Landwehr                                    | Stockum (Kataster) Flur 7, Flurstücke 45, 36, 44        |              |         |                  | 000015-02       |